# Rober Bodegas
Roberto Fernández Cancela, conocido como Rober Bodegas (Carballo, 23 de junio de 1982) es un cómico español, miembro del dúo Pantomima Full. Adquirió popularidad con su participación en el programa de La 1 El rey de la comedia y fue guionista y colaborador del magacín de La Sexta Sé lo que hicisteis... hasta marzo de 2011.

## Biografía

### Comienzos
Estudió arquitectura en la Universidad de La Coruña, y después del primer ciclo continuó su formación como interiorista. A comienzos de la década de 2000 realizó distintas actuaciones de monólogos humorísticos. Demostró sus dotes para el humor actuando en varias salas de España y ganando certámenes de monólogos desde el año 2002, como el Certamen de dramatización de monólogos cómicos en el Festival Internacional Outono de Teatro, en Carballo, o la Bienal de caricatura de Orense en 2004. Realizó diversos cursos con Leo Bassi o Jango Edwards. En 2005 montó su primer espectáculo, titulado Un día horrible, y fue el coautor de Gazapos, una obra representada por Manicómicos.

### Televisión
Su timidez ante las cámaras no fue un obstáculo para presentarse a los cástines de El rey de la comedia, siendo seleccionado junto a otros 19 finalistas de un total de 2000 aspirantes. Su acento gallego y sus bromas sobre yogures o comedores universitarios camelaron al público, que lo eligió como vencedor de la primera edición del concurso. Fue gracias a este tirón mediático la razón de que Estrella Galicia lo usara como imagen, protagonizando varios anuncios.
A raíz de su victoria en El rey de la comedia, en 2007 estrenó su segundo espectáculo, Vamos a dejarnos de hostias, y en 2008 el tercero, El día en el que empecé a odiar los yogures y otras desgracias. Además, en 2008 fue fichado por La Sexta para su programa estrella, Sé lo que hicisteis..., como guionista y, en principio, durante los meses de verano, colaborador sustituyendo a Dani Mateo. En marzo de 2011, Rober Bodegas finalmente dejó Sé lo que hicisteis....

### Otros trabajos
Protagonizó el cortometraje GrasMan de David Galán Galindo, una parodia de Batman llevada al mundo porcino.
Actuó en la película Cuerpo de élite (2016), producida por Atresmedia.
Ha colaborado en la emisora Radio Voz y ha actuado con cómicos como Carlos Blanco, Quequé o Flipy. También ha intervenido en el programa Luar de Televisión de Galicia.
Además de su trabajo de lunes a viernes en Sé lo que hicisteis..., mantenía una gira de actuaciones en solitario y participa en la comedia teatral Contamos contigo junto a Quico Cadaval, Cándido Pazó y Paula Carballeira, además de colaborar en La Voz de Galicia.
Trabajó junto a Ángel Martín y Alberto Casado en el sitio Solocomedia.com. Desde marzo de 2018 colabora junto a Alberto Casado, como Pantomima Full, en el programa La resistencia, del canal de televisión #0 y en su canal de YouTube Pantomima Full.
En agosto de 2018 tuvo que retirar de su canal un monólogo acerca del colectivo gitano, por el que recibió muchas críticas e incluso amenazas. Muchos cómicos se posicionaron a favor de la libertad de expresión en comedia.

## Publicaciones
En 2010 publicó en la editorial compostelana Auga Editora una selección de textos basados en sus monólogos, artículos de prensa así como entradas de su blog. El libro, titulado Novedades, souvenirs, artículos de coña está prologado por su compañero de programa Ángel Martín y con ilustraciones de Sergio Kozlov.